# گلیسیر (واشینگتن)
گلیسیر (به انگلیسی: Glacier) یک منطقهٔ مسکونی در ایالات متحده آمریکا است که در شهرستان واتکام، واشینگتن واقع شده‌است. گلیسیر ۷٫۸ کیلومتر مربع مساحت و ۲۱۱ نفر جمعیت دارد و ۲۷۶ متر بالاتر از سطح دریا واقع شده‌است.